# Курортне (Керченський район)
Куро́ртне (до 1948 — Мама́, крим. Mama) — село Керченського району Автономної Республіки Крим.
Курортне та риболовецьке село в північній частині Керченського півострова на березі Азовського моря (бухта Морської Піхоти).
На мисі Зюк виявлено ймовірне давньогрецьке городище Зенон Херсонес.
Збереглася старообрядницька церква (1913).
Поруч із селищем розташоване знамените своїми цілющими властивостями озеро Чокрак.
Туристів в Курортному приваблюють довгі піщані пляжі, наявність питного джерела води, лікувальні сірководневі джерела.

## Історія
Вперше в доступних зустрічається в «Відомості про кількість селищ, назви оних, у них дворів … що у Феодосійському повіті від 14 жовтня 1805 року», за якою в селі Мама було 4 двори та 38 жителів. Поруч з селом, що стало називатися Мама Татарська, була заснована колонія російських старообрядців Мама Російська.
Після депортації у травні 1944 року кримських татар, 12 серпня 1944 року було прийнято постанову № ГОКО-6372с «Про переселення колгоспників у райони Криму», й у вересні цього року у район приїхали перші новосели — 204 сім'ї з Тамбовської області.
18 травня 1948 року Указом Президії Верховної Ради РРФСР село Мама перейменували на село Мисове.
До 1968 року Мисове було перейменовано на Курортне.